# サンタマリア・デ・ベレン

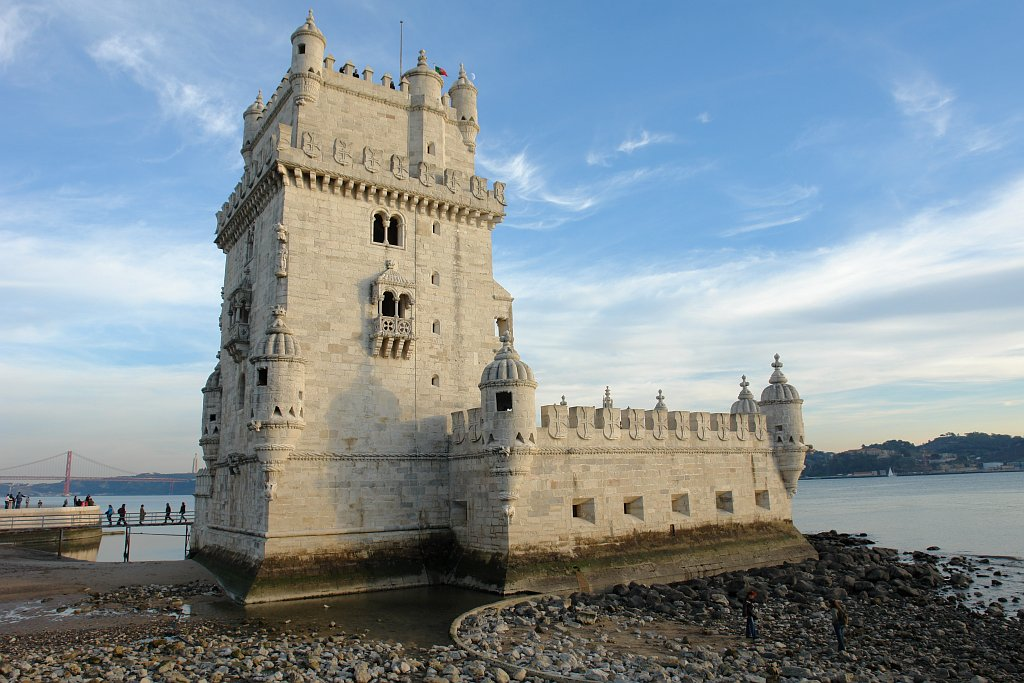
ベレンの塔

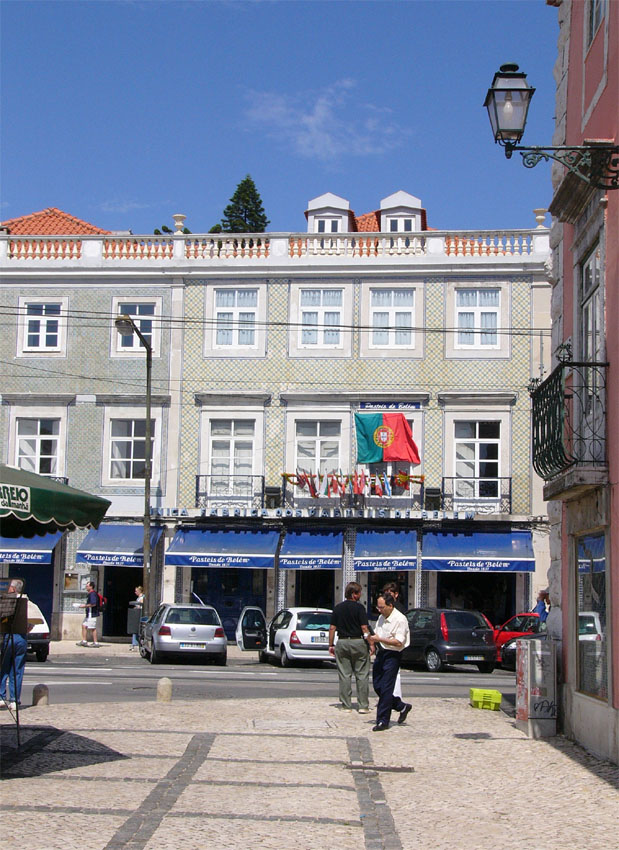
ベレンの街の通り

サンタマリア・デ・ベレン（Santa Maria de Belém）地区または単にベレン（Belém）地区は、リスボン市中心部からテージョ川沿いに6kmほど西に位置する地区。ヴァスコ・ダ・ガマがインド航路発見に出発した地である。

## 概要
ベレンとは、ポルトガル語でベツレヘムのことである。同地区はポルトガルにおける大航海時代を代表する建築物をはじめ、博物館や文化施設が集積しており、リスボン市内でも有数の文教地区であり、主要な観光地区でもある。また、ジェロニモス修道院の裏側に当たる山の手方面は閑静な高級住宅街であり、各国の大使館または大使公邸が点在している。

## 観光・文化施設
主な、施設は以下のとおり。
- ジェロニモス修道院
  - 国立考古学博物館
  - 海洋博物館

- ベレンの塔
- 発見のモニュメント
- アジュダ宮殿
- ベレン宮殿 - 現大統領官邸
- ベレン文化センター - リスボン市を代表するホール
- レステーロ・スタジアム - ポルトガル・プロサッカースーペル・リーガのCFベレネンセスのホームスタジアム
- 国立馬車博物館
- 民俗博物館

## 名菓
ポルトガルのカフェ（パステラリーア）に必ず置いてある菓子であるパステル・デ・ナタは別名パステル・デ・ベレンとも言い、ジェロニモス修道院の修道女が考え出したものだといわれている。ベレン地区にあるパステル・デ・ナタの老舗「パスティス・デ・ベレン」は1873年創業で、ジェロニモス修道院から伝えられたというレシピを充実に守っているといわれている。

## 交通
リスボン市中心部からは、リスボン近郊鉄道カスカイス線ベレン駅下車、または、トラム15E系統を利用する。